# Gustavo Sotelo
Ángel Gustavo Sotelo (Asunción, Paraguay, 16 de marzo de 1968) es un exfutbolista internacional paraguayo y posteriormente entrenador de fútbol. Llegó a jugar en los dos equipos más populares de Paraguay, el Club Olimpia y el Club Cerro Porteño equipo con el que debutó como profesional. Como jugador destacaba por su gran riqueza técnica y al ser un mediocampista ofensivo llegaba con asiduidad al gol. Al retirarse de la práctica del fútbol, estudió y se dedicó a la carrera de entrenador. Fue Director Técnico del Club Guaraní Femenino de la Primera División de Fútbol Femenino de Paraguay desde el 2021 hasta el 2023.
Actualmente es entrenador del plantel principal femenino del Club Cerro Porteño.

## Trayectoria

### Como jugador
Jugaba de mediocampista y militó en diversos clubes de Paraguay, Uruguay, Colombia, Ecuador, Brasil y Chile. 

### Como entrenador
Como Director Técnico inició su carrera dirigiendo al club General Caballero ZC en el año 2005, luego pasó al Deportivo Pinozá en el año 2006, a mitad de ese año fue como D.T a las inferiores del Club Cerro Porteño llevando a su equipo a ser campeón invicto en la categoría sub-16, campeonato que le valió para que se lo designe como D.T de la selección Paraguaya sub-17, que participó en el Sudamericano 2007 en Ecuador. En el 2008 dirigió técnicamente al Club Fernando de la Mora, en el 2009 a Martín Ledesma donde consiguió su ascenso a la Intermedia del fútbol Paraguayo. En el año 2011 estuvo en el Club General Díaz y en el 2012 nuevamente estuvo al frente del equipo principal del club Martín Ledesma, en el año 2015 dirigió al Club Deportivo Caaguazú y 2016 al Club Deportivo Liberación. 
Desde el año 2021 empezó a dirigir el fútbol femenino en el Club Guaraní, consiguiendo el vicecampeonato y la clasificación a la Copa Libertadores femenino en el año 2023.  
En el 2024 fue presentado frente al plantel principal del fútbol femenino del Club Cerro Porteño.  

## Clubes

### Como jugador
| Club                    | País     | Año       |
| ----------------------- | -------- | --------- |
| Cerro Porteño           | Paraguay | 1985-1993 |
| Deportivo Cali          | Colombia | 1991-1992 |
| Olimpia                 | Paraguay | 1993-1995 |
| Cruzeiro                | Brasil   | 1995      |
| Olimpia                 | Paraguay | 1996      |
| Guaraní                 | Paraguay | 1997      |
| Barcelona S C           | Ecuador  | 1998      |
| Rangers                 | Chile    | 1998      |
| Olimpia                 | Paraguay | 1999      |
| Santa Cruz Sporte Clube | Brasil   | 2000      |
| Rentistas               | Uruguay  | 2000      |
| Atlético Colegiales     | Paraguay | 2001      |
| Sportivo Luqueño        | Paraguay | 2002      |
| Deportivo Recoleta      | Paraguay | 2002      |

### Como entrenador
| Club                       | País     | Año         |
| -------------------------- | -------- | ----------- |
| General Caballero ZC       | Paraguay | 2005        |
| Deportivo Pinozá           | Paraguay | 2006        |
| Selección Paraguaya Sub-17 | Paraguay | 2007        |
| Fernando de la Mora        | Paraguay | 2008        |
| Martín Ledesma             | Paraguay | 2009        |
| General Díaz               | Paraguay | 2011        |
| Martín Ledesma             | Paraguay | 2012        |
| Cerro Corá                 | Paraguay | 2014        |
| Deportivo Caaguazú         | Paraguay | 2015        |
| Deportivo Liberación       | Paraguay | 2016        |
| Femenino de Guaraní        | Paraguay | 2021 - 2023 |
| Femenino de Cerro Porteño  | Paraguay | 2024        |

## Selección nacional
Fue seleccionado paraguayo durante la década de 1990, donde participó en dos ediciones de la Copa América. Primero en 1993 en Ecuador y después en 1995 en Uruguay. En ambas ediciones, su selección quedó eliminada en cuartos de final. También participó en las eliminatorias para el mundial de Francia '98, donde su selección clasificó a la cita de Francia, aunque no quedó en la lista definitiva de los 23, que disputaron ese mundial.

## Palmarés

### Como jugador

#### Torneos nacionales
| Título           | Club          | País     | Año  |
| ---------------- | ------------- | -------- | ---- |
| Primera División | Cerro Porteño | Paraguay | 1987 |
| Primera División | Cerro Porteño | Paraguay | 1990 |
| Primera División | Cerro Porteño | Paraguay | 1992 |
| Primera División | Olimpia       | Paraguay | 1999 |

#### Torneos internacionales
| Título                   | Club        | Sede      | Año  |
| ------------------------ | ----------- | --------- | ---- |
| Copa de Oro Nicolás Leoz | Cruzeiro EC | São Paulo | 1995 |